# La Toma
La Toma is een plaats in het Argentijnse bestuurlijke gebied Coronel Pringles in de provincie  San Luis. De plaats telt 6.663 inwoners.

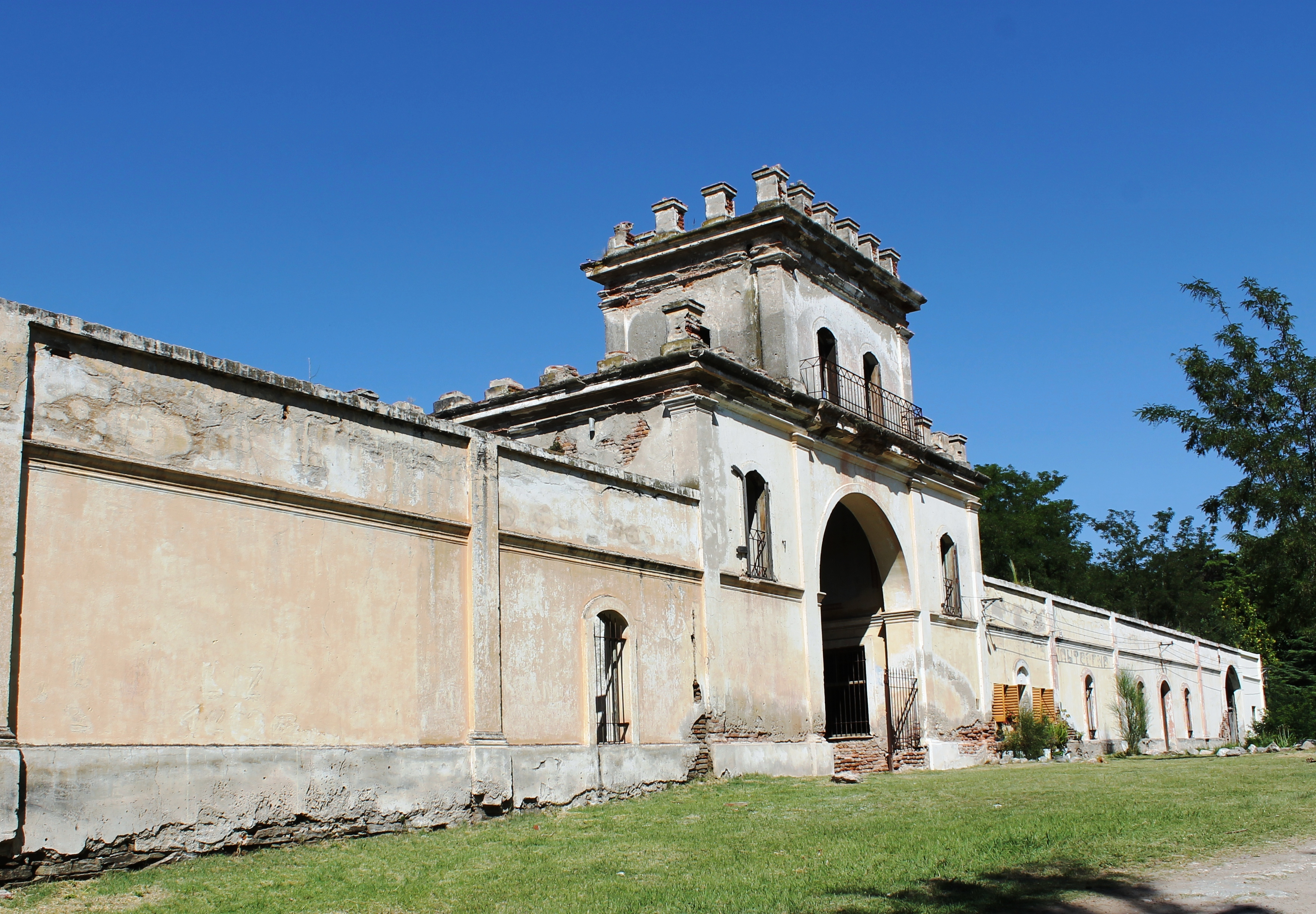
Kasteel